# Pseudoneureclipsis deianeira
Pseudoneureclipsis deianeira är en nattsländeart som beskrevs av Malicky 2000. Pseudoneureclipsis deianeira ingår i släktet Pseudoneureclipsis och familjen fångstnätnattsländor. Inga underarter finns listade i Catalogue of Life.